# Miconia lagunensis
Miconia lagunensis är en tvåhjärtbladig växtart som beskrevs av Ernst Heinrich Georg Ule. Miconia lagunensis ingår i släktet Miconia och familjen Melastomataceae. Inga underarter finns listade i Catalogue of Life.